# Маттео Баччеллі
Маттео Баччеллі або Матеуш Бацеллі (італ. Matteo Baccelli, пол. Mateusz Bacelli; 1769 або 1772, м. Лукка, Італія — 1850, містечко Чорний Острів, нині смт Хмельницької області) — італійський художник. Член Римської Академії Мистецтв св. Луки.

## Життєпис
Від 1787 року студіював малярство у Римі.
10 вересня 1806 року уклав контракт і був запрошений учителем малювання та італійської мови для дітей Тадеуша Чацького до Порицька. Згодом викладав у Волинському ліцеї (за іншими даними, давав приватні уроки заможним учням Волинського ліцею), працював учителем рисунку у Кам'янецькій повітовій школі (нині Кам'янець-Подільський). У 1824 році став губернським, у 1825 — колегіальним секретарем. У 1826 році був звільнений зі служби.
У 1830 році оселився у Чорному Острові, де був маєток графа Константія Пшездзецького. Намалював, зокрема, 2 ікони для місцевого костелу, його автопортрет знаходився перед 2 світовою у бібліотеці графів Пшездзецьких (Варшава).
Виконав низку портретів та релігійних картин.